# 키안티 (지역)

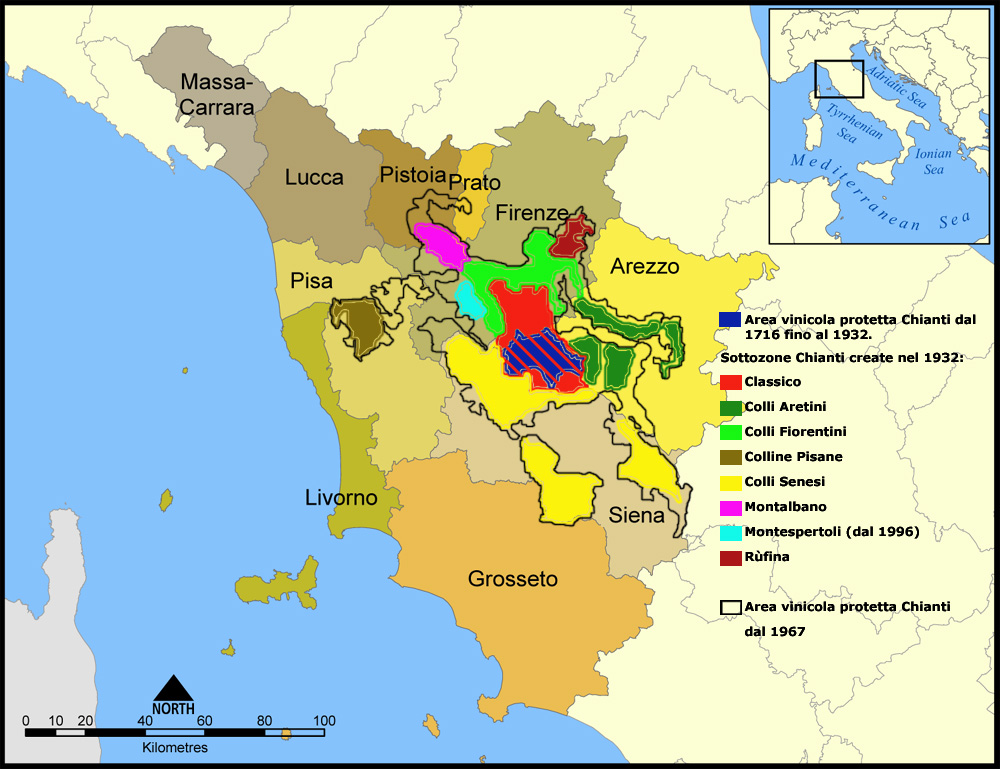
키안티 지도

키안티(Chianti)는 토스카나주에 있는 산악 지대이며, 피렌체현, 시에나현, 아레초현 등 주로 구릉 지대와 산악 지대로 이뤄진 지역들로 구성되어 있다. 이탈리아 내에서는 몬티 델 키안티(Monti del Chianti. 키안티산맥) 또는 콜리네 델 키안티(Colline del Chianti, 키안티 구릉)으로도 일컬어진다. 이 지역의 이름을 딴 키안티 와인 생산으로 유명하다.

## 역사

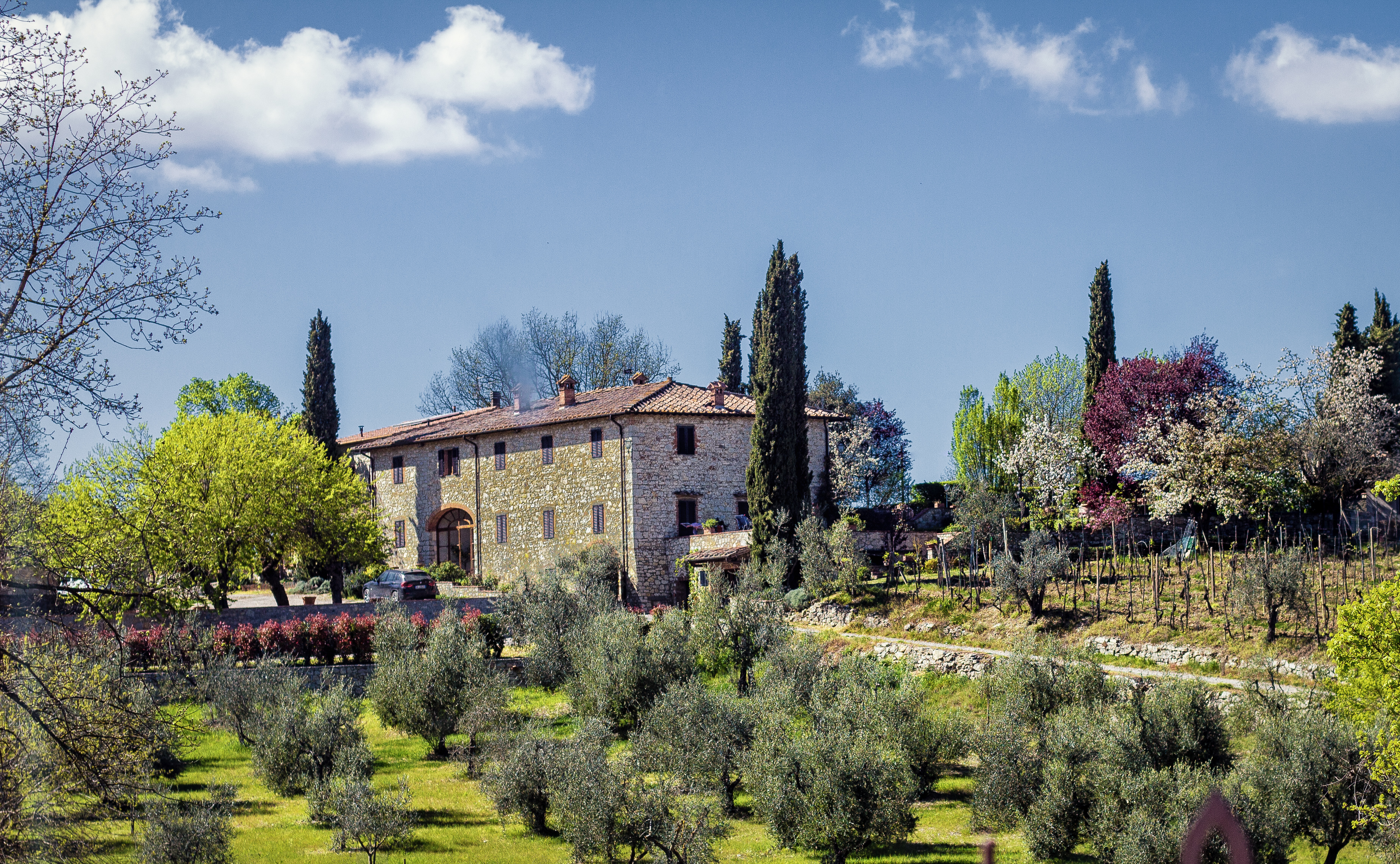
키안티 지방의 전형적인 포도주 산지인 포조아모렐리

키안티 지방은 초창기인 13세기에는 가이올레인키안티, 라다인키안티, 카스텔리나인키안티 등 지역으로 한정되어 있었고 이에 따라 키안티 연합(Lega di Chianti)으로 나타내어졌다.
토스카나 대공인 코시모 3세 데 메디치가 1716년에 칙령을 내려 키안티 구역의 경계를 공식적으로 정했는데, 이는 포도주 산지를 정의한 세계 최초의 법정 문서였다.
키안티 지방의 마을들은 옛 카시아 가도를 따라 피렌체로 이어지는 곳에 위치한 시에나 북부의 요새화 된 마을 몬테리조니처럼 일반적으로 로마네스크풍 교회 시설 및 시에나와 피렌체 간 옛 전쟁의 상징들인 요새화 된 중세 성곽들이 특징이다.
1932년에,키안티 클라시코에 대한 정의를 포도주 산지로 명백히 하였으며, DOCG로 지정되었다.

## 지리
키안티의 기원 때 이미 언급된 도시들 외에도, 그레베인키안티라는 도시는 이름 그 자체에서 직접적으로 키안티 지방과 연관성을 표하고 있으며, 임프루네타 도시 측에서도 '임프루네타 인 키안티'라는 명칭을 가지고 있으나 공식 명칭은 아니다.